# Joseph d'Anvers
Pour les articles homonymes, voir Anvers (homonymie).
 (mai 2023).
 (mai 2023).
Si vous disposez d'ouvrages ou d'articles de référence ou si vous connaissez des sites web de qualité traitant du thème abordé ici, merci de compléter l'article en donnant les références utiles à sa vérifiabilité et en les liant à la section « Notes et références ».
Joseph d'Anvers, né le  7 août 1976 à Nevers,, est un auteur-compositeur-interprète et écrivain français.

## Biographie
Joseph d'Anvers fait des études d'arts appliqués à Nevers puis de cinéma à la Fémis. À sa sortie, il devient chef opérateur et travaille sur de nombreux films. Il est en parallèle chanteur et guitariste du groupe de post-rock Polagirl et du groupe de rock Super 8. En 2004, une opération d'un polype sur une corde vocale le contraint à modifier sa façon de chanter. C'est à cette période qu'il entame l'écriture de chansons en solo sous le nom de Joseph d'Anvers. Il obtient une bourse du Fonds d'aides et d'initiatives rock (FAIR), puis est sélectionné sur la compilation CQFD 2005 du magazine Les Inrockuptibles. Il choisit son nom de scène en référence à la station du métro parisien Anvers située à proximité de son lieu de résidence.
En 2006, ancien boxeur, il signe avec le label Atmosphériques et publie son premier album intitulé Les choses en face qui inclut un duo avec l'artiste Miossec : La vie est une putain. Il s'agit d'un album folk réalisé par Jean-Louis Piérot et Joseph d'Anvers, enregistré aux Studios ICP (Bruxelles) avec les musiciens Raphael Séguinier et Ludovic Legros. Après avoir fait les premières parties de Jay Jay Johnson au Bataclan, de Shivaree à la Cigale, de dEUS sur la tournée Pocket Revolution et un an et demi de tournée (qui l'emmène jusqu'au Japon), il se lance dans l'écriture de son deuxième opus. Entre-temps, Alain Bashung le sollicite pour écrire une chanson pour son album Bleu pétrole. Il lui écrit alors Tant de nuits. Il commence aussi à écrire pour Dick Rivers, et compose entièrement son album intitulé L'Homme sans âge qui sort en 2008. Il s'agit d'un nouveau style pour Dick Rivers qui apprécie « le génie de Joseph », qui est le premier auteur-compositeur à lui écrire l'intégralité d'un album en 47 ans de carrière. Joseph d'Anvers compose à la même période la musique du film de Christophe Otzenberger Au Bout de mon rêve.

### Deuxième album et reconnaissance
Pour son deuxième album, Joseph d'Anvers obtient la collaboration de Mario Caldato Jr., producteur américain connu pour ses collaborations avec les Beastie Boys, Beck, Jon Spencer, Jack Johnson, Money Mark, Blur. Il est reçu dans le studio d'enregistrement de Mario Caldato Jr à Rio de Janeiro et y enregistre l'album intitulé Les Jours sauvages accompagné de musiciens brésiliens activistes de la nouvelle scène électro-rock brésilienne dont Kassin, Domenico et Moreno Veloso, le fils de Caetano Veloso. Après environ un mois d'enregistrement studio, Joseph d'Anvers et Mario Caldato se déplacent à Los Angeles pour effectuer le mixage. Quelques artistes participent à cet album, dont Vanessa da Mata qui interprète les chœurs dans la chanson Le Funambule, Money Mark, clavier des Beastie Boys, qui lui propose de chanter sur le morceau Kids et The Rodeo, une jeune artiste parisienne, en duo sur la chanson À mi-distance. L'album Les Jours sauvages sort le 23 juin 2008 et permet à Joseph d'Anvers d'être nommé au prix Constantin. Joseph d'Anvers continue d'écrire pour des artistes comme Françoise Hardy,Amandine Bourgeois ou Rod Barthet qui font appel à lui . 
En 2010, le groupe anglais Day One (en) le sollicite pour une collaboration à leur troisième album.

### Écriture de roman et troisième album
Le 16 mars 2010, Joseph d'Anvers sort un premier roman La nuit ne viendra jamais, roman noir commandé[réf. nécessaire] par La Tengo Éditions, sur fond de rock 'n' roll. Ce livre sera la meilleure vente de la collection et les droits seront rachetés par Pocket éditions[réf. nécessaire], qui décide de le ressortir en septembre 2013 dans une nouvelle collection, aux côtés notamment de Connolly, Willocks ou Ellroy.
En mars 2010, il retourne en studio pour l'enregistrement de son troisième album, qu'il réalise seul cette fois. Il est accompagné par Sébastien Gohier (ingénieur son), Raphael Séguinier (batterie), David Sztanke (claviers), Ludovic Legros (basse), Cédric Le Roux (guitare) et Alex Maillard (guitare). Le leader du groupe Chokebore, Troy Von Balthazar, lui offre un nouveau duo, et Darrell Thorpe qui a notamment travaillé avec Radiohead, Beck, Charlotte Gainsbourg, Air, Paul McCartney, Dr. Dre et Thom Yorke vient spécialement de Los Angeles pour mixer cet album, Rouge Fer, qui sera consacré par une bonne partie de la presse[non neutre] comme l'album français de 2011 [source insuffisante].
En 2012, Joseph d'Anvers poursuit sa tournée, écrit et compose pour d'autres interprètes et se voit proposer par Miossec d'ouvrir en solo pour sa Tournée ordinaire. En avril 2012, il reçoit le Prix de la création musicale 2012 dans la catégorie Jeune Talent[réf. nécessaire].

### Projets parallèles et quatrième album
En juin 2012, à l'initiative du Marathon des mots et du théâtre national de Toulouse, il crée Dead Boys, un spectacle hybride d'après le livre homonyme de l'auteur américain Richard Lange, paru chez Albin Michel. Il y mêle musique, lecture, chansons, cinéma et raconte les destins cabossés des beautiful loosers[Quoi ?] qui peuplent la face sombre de Los Angeles. 
Fin 2013, Joseph d'Anvers et son label historique Atmosphériques mettent fin à leur collaboration. Il devient dès lors son propre producteur et réalise en 2014 son quatrième album, Les Matins blancs, aux Studios de la Seine, avec Seb Gohier aux manettes, et Philippe Entressangle, François Poggio, Alexis Anérilles et Jeff Hallam comme musiciens. Il collabore également sur cet album avec Miossec, Dominique A et Lescop, qui lui écrivent chacun un texte, qu'il met en musique. Il s'associe dans le même temps à la structure de management et de supervision musicale cinéma AIM et au tourneur Far Production.
L'album sort le 9 février 2015 et est suivi d'une tournée de plus de cinquante dates, pendant laquelle Joseph d'Anvers est accompagné de Tom Daveau, Nicolas Deutsch et Cédric Le Roux. À la fin de celle-ci, Dominique A le sollicite pour ouvrir une dizaine de dates en solo sur sa tournée Éléor, et Hubert-Félix Thiéfaine lui offre les premières parties de sa tournée des Zéniths, que Joseph d'Anvers assure également en solo électrique. Quelques mois plus tard, Avel Corre lui demande de composer la musique de son moyen métrage L'inconnu me dévore.
Dans l'intervalle, Joseph d'Anvers écrit quatre textes pour le premier album d'Olivier Juprelle Le Bruit et la fureur. Il écrit également la chanson de Noël, Le Temps d'un Noël, composé par Guy Chambers, écrit et compose Betty Jane pour Mary, ainsi que Mustang et Les Herbes hautes pour le nouvel album de Dick Rivers. Il s'associe sur diverses productions à Jérôme Échenoz et est dans le même temps sollicité par François Raoult et Sacha Page pour coécrire et réaliser le premier album de leur groupe Format Radio.
En 2015, il rencontre Dimitri Kennes, patron de la maison d'édition belge Kennes éditions, qui lui propose un nouveau pari. Joseph d'Anvers se lance alors dans l'écriture de nouvelles graphiques, inspirées de ses propres chansons. Il s'associe pour cela au dessinateur-illustrateur Stéphane Perger. De leur association naît Les Jours incandescents, sorti fin août 2018. Les critiques sont à nouveau élogieuses[réf. nécessaire]. 
Les deux artistes décident de poursuivre l'aventure en créant une version scénique mêlant musique, dessin, projection, lecture. Ils jouent ce spectacle pour la première fois à la Maison de la poésie de Paris en décembre.
Fin 2018, on retrouve un titre de Joseph d'Anvers (Ma peau va te plaire) sur l'album posthume d'Alain Bashung, En amont. Le titre du disque est d'ailleurs tiré d'une chanson éponyme que Bashung et d'Anvers avaient faite ensemble.

### Deuxième livre et cinquième album
En janvier 2020, il sort un nouveau roman, Juste une balle perdue, aux éditions Rivages. La presse, du Monde au Figaro, du Parisien à Lire, de Elle à France Inter, parle d'un "roman incandescent", d'une "histoire à la beauté convulsive" ou  encore d'un roman "moderne et sexy, porté par une prose électrique"[non neutre][évasif][réf. nécessaire]. Il est nommé à plusieurs prix littéraires[Lesquels ?].
Il compose en parallèle la BO de la pièce de théâtre Jellyfish, écrite par Loo Hui Phang et mise en scène par Jean-François Auguste. Une bande son électro, d'inspiration lynchienne, qui permet à Joseph d'Anvers d'explorer d'autres territoires et d'enrichir sa palette de sons.
La même année, il crée le label Doppelgänger et produit diverses bandes originales ainsi que son nouvel album, également appelé Doppelgänger. Il l'enregistre et le mixe au studio Plus 30 avec Sébastien Gohier, Alexis Anérilles et Philippe Entressangle. Pour la première fois depuis Les jours sauvages, Joseph est crédité comme musicien et beat maker. Il y joue de la guitare, de la basse, des claviers, du piano, programme, crée des montages sonores, etc.
Cet album, plus électro et cinématographique que ses précédents, est certainement son plus ambitieux et marque le départ sa nouvelle vie d'artiste-producteur[En quoi ?][Pour qui ?].
En juillet 2022, il fait partie des lauréats de la première promotion de la Villa Albertine et part avec Loo Hui Phang pour une résidence à La Nouvelle-Orléans.  
Le 5 avril 2023 paraît son troisième roman Un garçon ordinaire (éditions Rivages). Chronique de fragments de vie située en 1994, Un garçon ordinaire offre un instantané fulgurant d'une jeunesse et d’une époque en pleines mutations. Il obtient le prix Marcel Pagnol et ressort en poche le 5 avril 2024. 
Le même jour, sort l’album éponyme réalisé avec Aurélie Saada et inspiré de la version scénique live qu’ils ont créée tous les deux.[passage promotionnel] [réf. nécessaire]

## Publications
- Joseph d'Anvers, La nuit ne viendra jamais, Paris, Éditions La Tengo, mars 2010, 171 p. (présentation en ligne)
- Joseph d'Anvers/Stéphane Perger, Les jours incandescents, Kennes édition, août 2018.
- Joseph d'Anvers, Juste Une Balle Perdue, Éditions Rivages, janvier 2020, 352 p.